# Taxis
Taxis är ett medfött beteende där en organism orienterar sig mot eller ifrån en viss slags stimulus.
Det finns olika sorters taxis och några exempel är;
- Fonotaxis, taxis där stimuli är auditiva, används till exempel av syrsor för att lokalisera andra individer av motsatt kön att para sig med.
- Fototaxis, där stimuli gäller signaler av ljus.
- Kemotaxis, där organismen i fråga orienterar sig efter en viss kemikalie.